# Llacuna d'Alvarado
La Llacuna d'Alvarado és una llacuna litoral de l'estat de Veracruz al sud del port de Veracruz. Hi desaigüen nombroses corrents fluvials procedents de la Sierra Madre Oriental destacant per la seva importància i cabdal el riu Blanco, el Papaloapán (a vegades esmentat com riu Alvarado) i el San Juan, tots els quals són navegables. La població d'Alvarado està a la seva rodalia.
La regió forma una complexa plana pantanosa en la que els rius es creuen en mig d'una densa vegetació tropical. La llacuna-ancorada d'Alvarado pot ser recorreguda pels vaixells fins a Tlacotalpán (La ciudad de los Mosquitos) situada en la confluència dels rius Papaloapán i San Juan.